# ZLM Tour
ZLM Tour – kolarski wyścig wieloetapowy, rozgrywany w Holandii od 1987.
Impreza odbywa się corocznie od 1987 (z wyjątkiem lat 2020 i 2021, gdy została odwołana). W swojej historii kilkukrotnie zmieniała nazwę. W 2005 została włączona do cyklu UCI Europe Tour z kategorią 2.1, a od 2020 została częścią UCI ProSeries z kategorią 2.Pro.
W latach 1996–2018 odbywał się również wyścig o tej samej nazwie przeznaczony dla młodzieżowców (do lat 23).

## Zwycięzcy
Opracowano na podstawie:
| Rok  | Pierwsze            | Drugie                | Trzecie              |          |
| ---- | ------------------- | --------------------- | -------------------- | -------- |
| 1987 | Theo Gevers         | Jos Bol               | Frank van Merwijk    |          |
| 1988 | Arno Ottevanger     | Menno Vink            | Harry Rozendal       |          |
| 1989 | Reem Kok            | Anthony Theus         | Luboš Lom            |          |
| 1990 | John den Braber     | Servais Knaven        | Tonnie Akkermans     |          |
| 1991 | Tristan Hoffman     | Niels Boogaard        | Arno Ottevanger      |          |
| 1992 | Martin van Steen    | Robert de Poel        | Saulius Šarkauskas   |          |
| 1993 | Servais Knaven      | Wim van de Meulenhof  | Patrick Jonker       |          |
| 1994 | Jos Wolfkamp        | Bennie Gosink         | Remigijus Lupeikis   |          |
| 1995 | Bennie Gosink       | Lucien de Louw        | Jan Boven            |          |
| 1996 | Tyler Hamilton      | Nate Reiss            | Danny Nelissen       |          |
| 1997 | Eddy Bouwmans       | Bert Hiemstra         | Wim van de Meulenhof |          |
| 1998 | Karsten Kroon       | Ralf Grabsch          | Bjørnar Vestøl       |          |
| 1999 | Ralf Grabsch        | Frank McCormack       | Erwin Thijs          |          |
| 2000 | Andy De Smet        | Bram Tankink          | Andriej Kaszeczkin   |          |
| 2001 | Xavier Jan          | Marcel Strauss        | René Haselbacher     |          |
| 2002 | Bart Voskamp        | Bram Schmitz          | Michael Boogerd      |          |
| 2003 | Gerben Löwik        | Niels Scheuneman      | Rik Reinerink        |          |
| 2004 | Nick Nuyens         | Paul Van Hyfte        | Philippe Gilbert     |          |
| 2005 | Stefan Schumacher   | Nick Nuyens           | Laurens ten Dam      |          |
| 2006 | Kurt Asle Arvesen   | Jurgen van de Walle   | Paolo Bossoni        |          |
| 2007 | Sebastian Langeveld | Paul Martens          | Kurt Asle Arvesen    |          |
| 2008 | Enrico Gasparotto   | Wasil Kiryjenka       | Nikołaj Trusow       |          |
| 2009 | Philippe Gilbert    | Niki Terpstra         | Borut Božič          |          |
| 2010 | Adam Hansen         | Johan Coenen          | Thomas De Gendt      |          |
| 2011 | Philippe Gilbert    | Niki Terpstra         | Ramūnas Navardauskas |          |
| 2012 | Mark Cavendish      | Lars Boom             | Jürgen Roelandts     |          |
| 2013 | Lars Boom           | André Greipel         | Mark Cavendish       |          |
| 2014 | Philippe Gilbert    | Tim Wellens           | Gianni Meersman      |          |
| 2015 | André Greipel       | Yves Lampaert         | Moreno Hofland       |          |
| 2016 | Sep Vanmarcke       | Sean De Bie           | Jos van Emden        |          |
| 2017 | José Gonçalves      | Primož Roglič         | Laurens De Plus      |          |
| 2019 | Mike Teunissen      | Amund Grøndahl Jansen | Mads Würtz Schmidt   |          |
| 2020 | odwołany            | odwołany              | odwołany             | odwołany |
| 2021 | odwołany            | odwołany              | odwołany             | odwołany |
| 2022 | Olav Kooij          | Jakub Mareczko        | Aaron Van Poucke     |          |
| 2023 | Olav Kooij          | Sam Welsford          | Nils Eekhoff         |          |
| 2024 | Rune Herregodts     | Max Walker            | Tom Bohli            |          |
| 2025 | odwołany            | odwołany              | odwołany             | odwołany |